# سیارک ۱۱۳۹۴۹
سیارک ۱۱۳۹۴۹ (به انگلیسی: 113949 Bahcall، نامگذاری:2002TV313) صد و سیزده هزار و نهصد و چهل و نهمین سیارک کشف شده‌است که در ۴ اکتبر ۲۰۰۲ کشف شد.